# Ода Нобуюкі
Ода Нобуюкі (яп. 織田信行 - ода нобуюкі, 1536 ? - 22 листопада 1557) — самурайський полководець середньовічної Японії періоду Сенґоку.  

## Життєпис
Ода Нобуюкі — син Оди Нобухіде, молодший єдиноутробний брат Оди Нобунаґи. У документах з'являється також під іменами Оди Нобукацу, Оди Тацунарі й Оди Нобунарі. Володар замку Суеморі в провінції Оварі (суч. префектура Айті).
Ода Нобуюкі був одним з головних опонентів Оди Нобунаґи у боротьбі за об'єднання провінції Оварі. До 1555 року його старший брат знищив трьох противників - дядька Оду Нобуміцу та молодих братів Оду Кірокуро й Оду Ясуфусу. Нобуюкі лишився один. 
У 1556 році загинув союзник Нобунаги Сайто Досан. Ряд значних старійшин роду Ода перейшли на бік Нобуюкі і вступили у відкритий збройний конфлікт з його братом, захопивши ряд поселень. У битві при Іноу, яка сталася між військами Нобунаґи і Нобуюкі, останні зазнали нищівної поразки. Врятувало переможених заступництво матері обох братів - пані Доти-ґодзен. 
Наступного, 1557 року, Нобуюкі знову збирався повстати проти Нобунаґи, але зрада його васала Сібати Кацуіє, який доповів старшому братові про дії свого сюзерена, зруйнувала його плани. Ода Нобунаґа удав з себе хворого і заманив  до своєї резидеції молодшого брата, який мав обов'язок відвідати старшого родича. Коли Нобуюкі ввійшов до покоїв Нобунаґи, самураї останнього напали на нього і позбавили життя.